# Août 1840

## Événements
- La flotte britannique menace Tianjin et Shanghai.

- 6 août : débarquement de Louis-Napoléon Bonaparte et de ses compagnons près de Boulogne-sur-Mer. L’expédition est un échec complet. Louis-Napoléon, Persigny et 45 de leurs comparses sont arrêtés.
- 15 aout, Belgique : ouverture du raccordement d'Anvers à l'Escaut, partie de la ligne de Bruxelles à Anvers et raccordements (administration des chemins de fer de l'état).
- 19 août, France : inauguration du chemin de fer de Nîmes à Alès.
- 25 août, France : Honoré de Balzac s'en prend à Sainte-Beuve dans son journal la Revue parisienne.
- 29 août - 1er novembre : Victor Hugo, avec Juliette Drouet, voyage dans la région du Rhin. Reims, Sedan, Givet, Dinant, Namur, Liège, Aix-la-Chapelle, Cologne, Andernach, Saint-Goar, Bingen, Mayence, Francfort-sur-le-Main, Worms, Heidelberg, Mosbach, Besigheim, Stuttgart, Waldenbuch, Tübingen, Balingen, Tuttlingen, Stockach, Schaffhouse, Donaueschingen, Hausach, Freudenstadt, Gernsbach, Rastadt, Karlsruhe, Heidelberg, Mannheim, Forbach, Metz, Château-Thierry. Durant ce voyage, Victor Hugo envoie à Adèle Hugo (à Saint-Prix) les huit parties de son Journal et les deux parties de la Lettre sur Heidelberg.

## Naissances
- 14 août : Richard von Krafft-Ebing (mort en 1902), psychiatre austro-hongrois.
- 23 août : Gabriel von Max, peintre autrichien né en Bohême († 24 novembre 1915).